# رجم عنوة
رجم عنوة قرية سورية تتبع ناحية سلوك في منطقة تل أبيض في محافظة الرقة. بلغ عدد سكانها 185 نسمة في عام 2004 حسب إحصاء المكتب المركزي للإحصاء.